# Nová Ves u Bakova
Nová Ves u Bakova là một làng thuộc huyện Mladá Boleslav, vùng Středočeský, Cộng hòa Séc.